# Špitálska

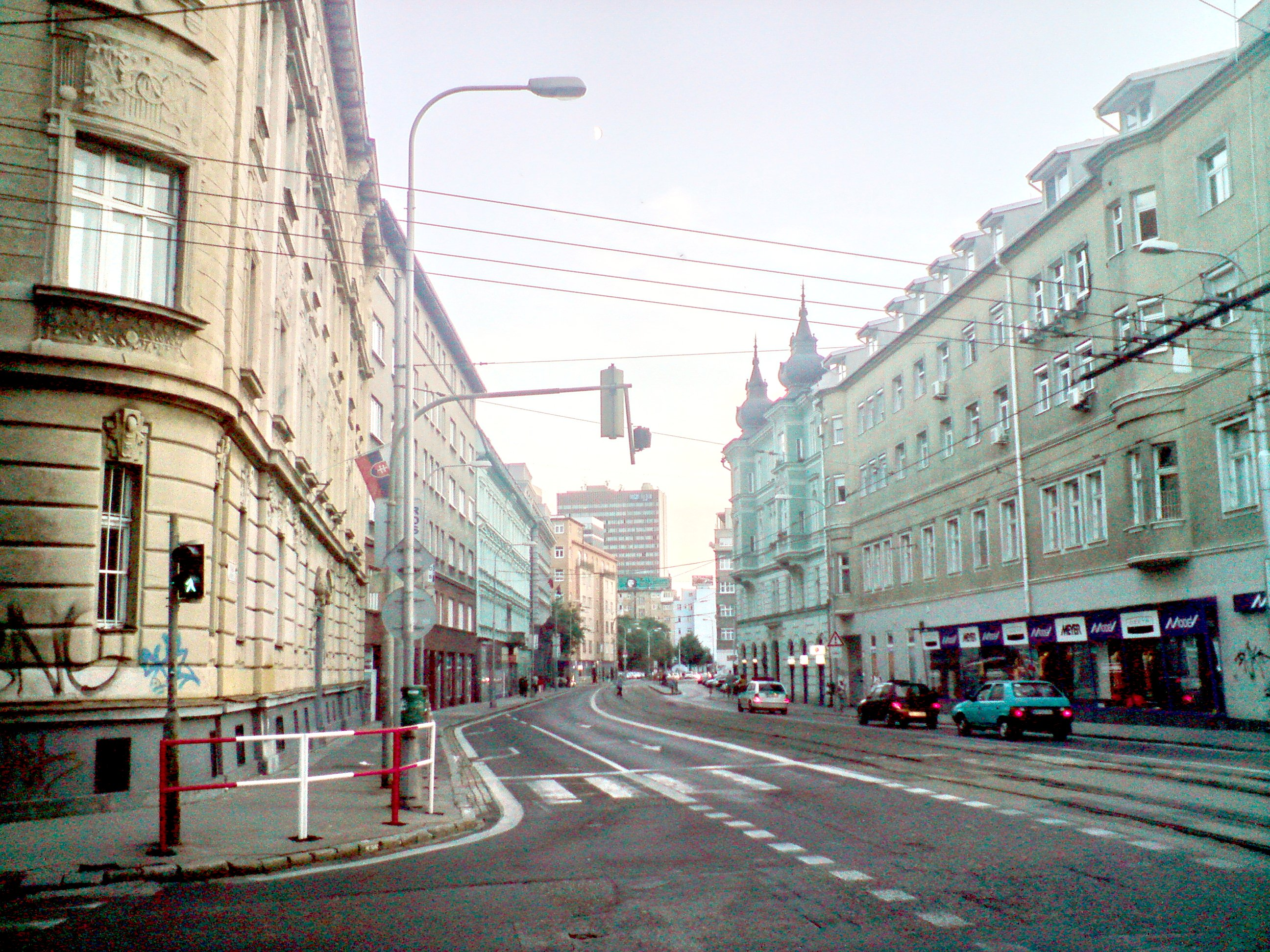
Ulica Špitálska

Špitálska (dawniej Spital-Gasse lub Kórház-utca) – główna ulica i oś komunikacji w Bratysławie, w dzielnicy Stare Miasto.
Jest czteropasmową arterią, przez którą środkiem przebiega linia tramwajowa z Kamenné námestie i Námestie Slovenského národného povstania do Americké námestie.
Ulica od Kamenné námestie krzyżuje się z ulicami: Hollého, Rajská, Mariánska, Dobrovského, Lazaretská i 29. augusta